# Yigoga libanicola
Yigoga libanicola är en fjärilsart som beskrevs av Corti 1933. Yigoga libanicola ingår i släktet Yigoga och familjen nattflyn. Inga underarter finns listade i Catalogue of Life.